# Heinrich Arnold Wilhelm Winckler
Heinrich Arnold Wilhelm Winckler (* 27. September 1796 in Heringen bei Nordhausen; † 19. Mai 1848 in Gießen) war ein deutscher Lehrer und Schriftsteller.

## Leben
Winckler war der Sohn des geistlichen Inspektors und Konsistorialassessors Christian Gottlob Winckler (* 13. Mai 1752 in Stolberg; † 8. Juni 1813 in Heringen) und dessen Ehefrau Henriette Eleonore Warlich. Er besuchte die lateinische Stadtschule in Stolberg mit dem Schwerpunkt in den klassischen Sprachen. 1810 kam er in die Klosterschule Roßleben und hatte Unterricht bei August Wilhelm Zachariä (* 26. Juli 1769 in Riesa, † 6. Mai 1823 in Roßleben). Anschließend studierte er Theologie und klassische Philologie in Leipzig sowie in Gießen und schloss das Studium erfolgreich ab. 1817 promovierte er zum Doktor der Philosophie und konnte sich ein Jahr später habilitieren.
Im Oktober 1816 wurde er am akademischen Pädagogium in Gießen angestellt. An diesem Pädagogium blieb er, bis er aus gesundheitlichen Gründen am 15. September 1839 als Zweiter Lehrer in den Ruhestand ging. Neben seiner Tätigkeit als Lehrer war er bis 1829 auch als Privatdozent an der Gießener Universität tätig und hielt dort philologische Vorlesungen; im Sommersemester 1821 bot er zusätzlich Neugriechisch an. Er war auch als Übersetzer und Schriftsteller tätig.
Carl Vogt erinnert sich 1896 in seinen Memoiren an seinen ehemaligen Lehrer: „Zweiter Lehrer im Range war Dr. Winkler, ein kurzer, dicker, stämmiger Philologe mit dem schauderhaftesten sächsischen Dialekt, den man hören konnte. Er hatte ohne Unterschied Lateinisch oder Griechisch von der untersten bis zu den obersten Klassen und lag hier in beständigem Kampfe mit den Schülern wegen der Konsonanten und Vokale, die weder das sächsische Ohr noch die sächsische Zunge zu unterscheiden wissen. B und p, d und t, e und ä, i und ü konnte der unglückliche Philologe ebenso wenig auseinander halten, als François Arago in der Pariser Akademie der Wissenschaften die Namen der beiden Astronomen Enke und Henke. So half er sich denn mit den griechischen Bezeichnungen der Buchstaben und es lautete wahrhaft komisch, wenn er sagte: ‚Ebaminontas – mit einem harten bi und einem weichen telda!’ – Wänkler, wie er selber seinen Namen aussprach, war ein guter Philologe alten Stils, aber ein unverbesserlicher Säufer. Morgens um zehn Uhr schon mußte ihm irgend ein Schüler, den er bevorzugte, aus einer benachbarten Kneipe Rotwein holen, was damals in Gießen ein fast unerhörte Sache war, und nachmittags war er stets in solcher Weise besäuselt, daß meist das schwere, dunkelrot gefärbte Haupt ihm auf die Brust sank und ein lautes Schnarchen das Signal zu vollständige Auflösung der Klasse gab. Seine Reden waren, wenn vorbereitet, in durchaus klassischen Phrasen gedrechselt; wenn unvorbereitet, geradezu pöbelhaft.“

## Auszeichnungen
Heinrich Arnold Wilhelm Winckler erhielt vom späteren griechischen Präsidenten Graf Augustinos Kapodistrias für seine metrische Übersetzung von Goethes Hermann und Dorothea am 6. Oktober 1833 ein Anerkennungsschreiben.

## Werke (Auswahl)
- Critica dissertatio de nonnullis difficilioribus locis libelli Caji Cornelii Taciti de situ, morbis et populis Germaniae. Hochschulschrift, University, Diss., Gießen 1817.
- De praecipuis causis auxiliis, quibus ingenium Graeci juvenis excolebatur. Gissae 1819.
- Metrische Griechische Uebersetzung des ersten Gesanges von Goethe's Hermann und Dorothea, mit beigefügtem Original und Lateinischer Uebersetzung von Fischer. Einladungsschrift von Dr. H. A. W. Winckler. Giessen 1823 (pantoia.de)
- Auszug aus Cyrillus Sammlung derjenigen Wörter, die ihrer verschiedenen Bedeutung nach, einen verschiedenen Accent haben: eine kleine vielleicht nicht unerwünschte Zugabe zu jeder griechischen Grammatik. Heyer, Giessen 1825.
- Ludovico. et Ludovicae Carolinae Henricae in solemnibus nuptialibus semisaecularibus die 19. Febr. 1827 celebrandis Gymnasii Academici Gissensis vota offert Henr. Arn. Guil. Winckler. Gissae 1827.
- Quod Felix Faustumque Esse Iubeat Auctoritate Regia Ludovici Academiae Ludovicianae Nutritoris Ex Decreto Totius Senatus Academici Et Imprimis Excellentissimi Philosophorum Ordinis Viro Henrico Arnoldo Guilielmo Wincker Schwarzburg-Rudolphopolitano Summos Doctoris Philosophiae Honores Hodie Contulit: D. XXX. Novembr. A.R.S. [MD]CCCXVII. Schröder, Giessae [1817]
- Carmen. Schröder, Gießen 1827.
- Vollständigere Lateinische Chrestomathie zum Gebrauche für die mittleren Classen aus 16 prosaischen und 4 poetischen, classischen Schriftstellern ausgezogen. Heyer, Giessen 1826.
- Zweite Philippische Rede. J. Chr. Krieger, Marburg 1828.
- Ode auf August Friedrich Crome, Dr. jur. et phil., Prof. f. Kameralistik in Gießen. Typis Hasseis, Giessae 1829.
- M. T. Ciceronis in M. Antonium oratio Philippica secunda, annotationibus in usum scholar. Krieger, Marburgi 1829.
- Das Evangelium Johannis, metaphrasirt durch Nonnus aus Panos in Aegypten. Brühl, Giessen (1838)